# Drużba (prasa)
Drużba. Pismo dlö polscich Kaszëbów – kaszubskojęzyczny dodatek do Gazety Gdańskiej zainicjowany i redagowany przez Aleksandra Majkowskiego.
- Dodatek ukazywał się w okresie od 6 maja do 22 lipca 1905 r.
- Ukazało się łącznie 6 numerów.
- Aleksander Majkowski osobiście zabierał głos na łamach dodatku trzykrotnie jako „Drużba” oraz raz jako „Mestwin”, publikując początek wierszowanej bajki pt. Jözce i lese (Borsuki i lisy).